# Mislukte staat
Een mislukte staat (Engels: failed state) is een controversiële term, bedoeld ter aanduiding van een staat waarin de centrale overheid praktisch geen tot weinig controle heeft over het eigen grondgebied.
Gebruik van de term ligt politiek gevoelig, omdat het andere landen een vrijbrief kan geven om dubieuze (militaire) acties te ondernemen op het grondgebied van de betreffende staat.

## Wanneer is een staat mislukt?
Er zijn twee mogelijke situaties waarin een staat als ‘mislukt’ kan worden beschouwd:
- De staat wordt min of meer permanent van binnenuit bedreigd door gewapende groeperingen zoals  krijgsheren, milities en/of terroristen). Met andere woorden: de staat heeft geen monopolie meer op de wettelijke aanwending van geweld. Dat is volgens Max Weber wel een van de voorwaarden om een staat te kunnen zijn.
- Het gezag van de staat is (grotendeels) afwezig door het in hoge mate voorkomen van een of meerdere van de volgende factoren: criminaliteit, corruptie, bureaucratie, gebrekkige rechtspraak, zwarte handel of militaire bemoeienis met de politiek.

Andere gehanteerde criteria zijn: mate van democratie, respect voor mensenrechten, collectieve grieven tegen de regering en aantallen vluchtelingen en daklozen.

## Kunstmatige staten lopen risico
Met ‘kunstmatige staten’ worden (nieuwe) landen bedoeld die zijn ontstaan uit grootschalige veroveringen of door het trekken van nieuwe grenzen op een vredesconferentie. Daardoor omvatten deze landen meerdere volkeren met een verschillende etnische, taalkundige of religieuze achtergrond.
Het wordt gesteld dat kunstmatige staten meer risico lopen een ‘mislukte staat’ te worden als gevolg van culturele en/of economische spanningen tussen de verschillende bevolkingsgroepen. Recente voorbeelden zijn Joegoslavië en Rwanda.

## Kwetsbarestatenindex
Sinds 2005 publiceren de Amerikaanse denktank Fund for Peace en het blad Foreign Policy jaarlijks de Fragile States Index, een kwetsbarestatenindex. In het begin werd deze de Failed States Index, misluktestatenindex, genoemd. De lijst beoordeelt slechts soevereine staten met lidmaatschap van de Verenigde Naties. Verschillende landen zijn uitgesloten van deze politieke status en het lidmaatschap van de VN zoals geratificeerd in internationale wetgeving. Zo staan Taiwan, de Palestijnse Gebieden, Noord-Cyprus, Kosovo en de Westelijke Sahara niet in de lijst, hoewel sommige hiervan door een aantal landen wel erkend worden als soevereine staat. De index is gebaseerd op 12 indicatoren.
| ■ Alarm ■ Waarschuwing ■ Geen informatie / Afhankelijk gebiedsdeel | ■ Redelijk ■ Duurzaam |

Mislukte staten volgens Fragile States Index, 2005-2013

De top acht in de categorie 'zeer groot alarm' voor 2015 waren:
1. Somalië
2. Zuid-Soedan
3. Centraal-Afrikaanse Republiek
4. Soedan
5. Jemen
6. Syrië
7. Tsjaad
8. Congo-Kinshasa (Democratische Republiek Congo)

De volgende acht in de categorie 'groot alarm' waren: Afghanistan, Haïti, Irak, Guinee, Nigeria, Pakistan, Burundi en Zimbabwe.